# Lösens kyrka
Lösens kyrka är en kyrkobyggnad som tillhör Lyckå församling, Lunds stift. Den ligger 1 km öster om Lyckeby i Karlskrona intill Europaväg 22 och i Karlskrona kommun.

## Kyrkobyggnaden
Byggnaden uppfördes 1858–1860 delvis av delar från den gamla kyrkan byggd på 1200-talet. I sakristian finns bland annat tre rundbågsfönster med blyinfattade rutor från den gamla kyrkan.
Johan Fredrik Åbom svarade för ritningarna till den nya kyrkan. Som byggmästare anlitades J. Roslund i Tvings socken. Kyrkan byggdes i det stilideal som var rådande under större delen av 1800-talet dvs. den nyklassicistiska stilen. Kyrkan invigdes Alla Helgons dag 1860 av hovpredikant O.W. Eklundh.
Kyrkan som uppfördes i gråsten och tegel består av ett rektangulärt långhus med kor och en bakomliggande sakristia i öster. Tornet i väster är försett med romanskinspirerade ljudöppningar. Tornbyggnaden avslutas av en lanternin med ett hjälmformat tak krönt av ett kors.
Interiören är av salkyrkotyp med höga rundbågefönster och ett tunnvälvt tak. Koret domineras av en stor muralmålning utförd 1936 av Gunnar Torhamn, med motiv: Kristus bär korset.

## Inventarier
- I kyrkan hänger ett krucifix utfört i lövträ under 1300-talet.
- Den gamla dopfunten, som ej längre är i bruk, är från 1500-talet.
- Den rikt skulpterade predikstolen i barock med ljudtak är snidad av Peder Christensen år 1636.
- Träskulptur Sankt Martin daterad till 1400-talet.
- Altarring med svarvade balusterdockor.
- Bänkinredning med dörrar mot mittgången.
- Orgelläktare med utsvängt mittstycke.

## Bilder

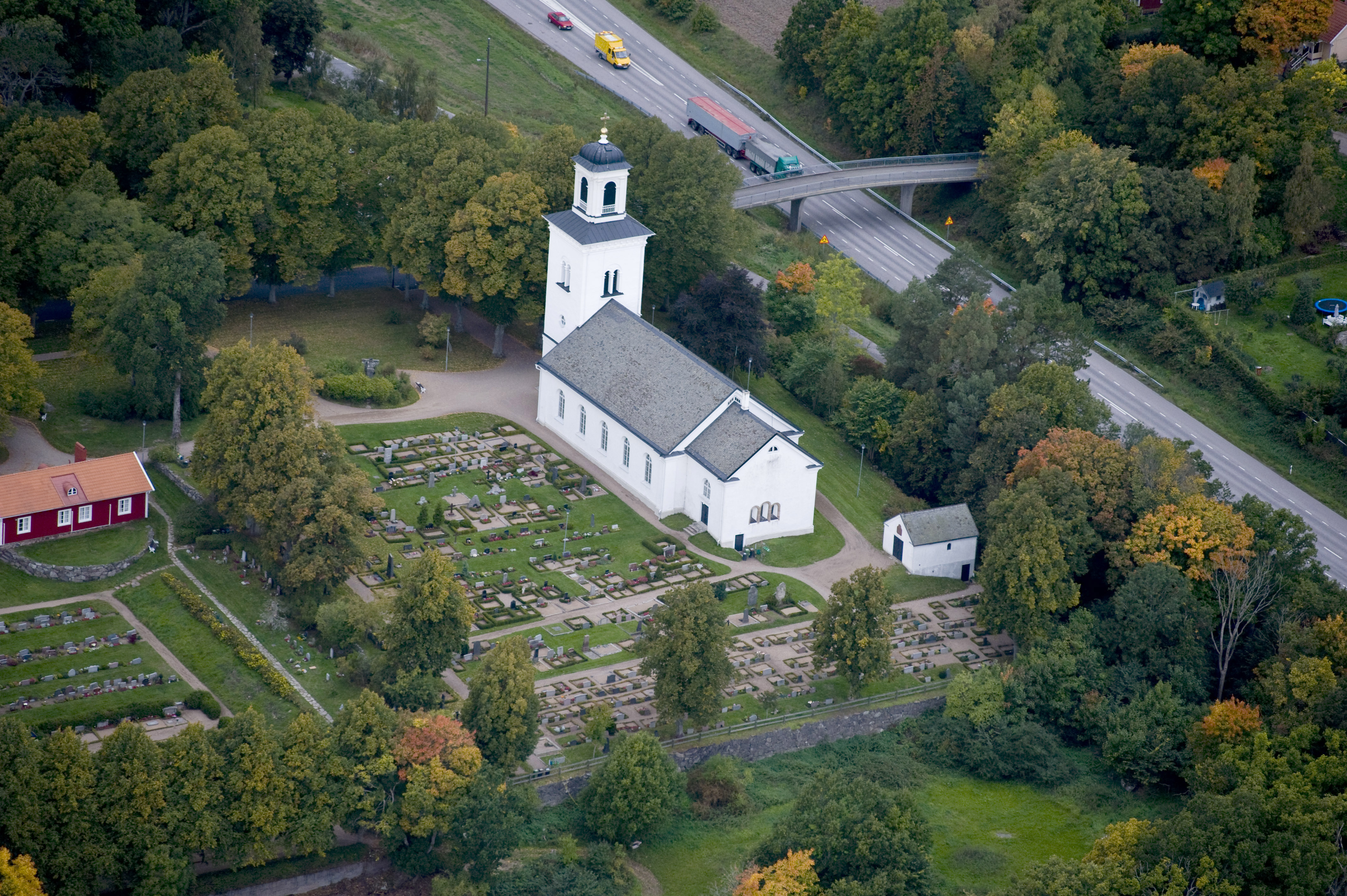
Kyrkan från ovan.
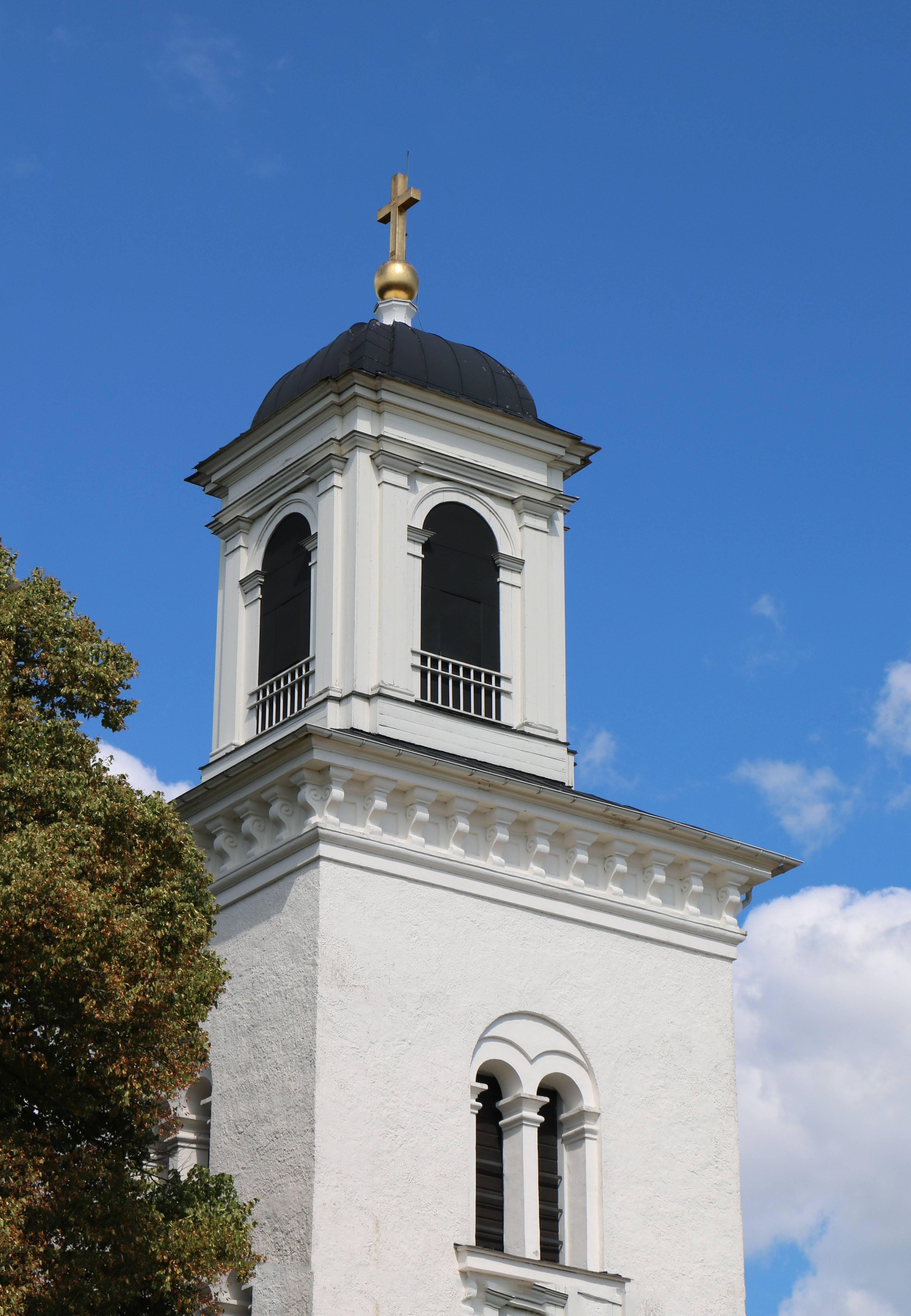
Tornets lanternin.
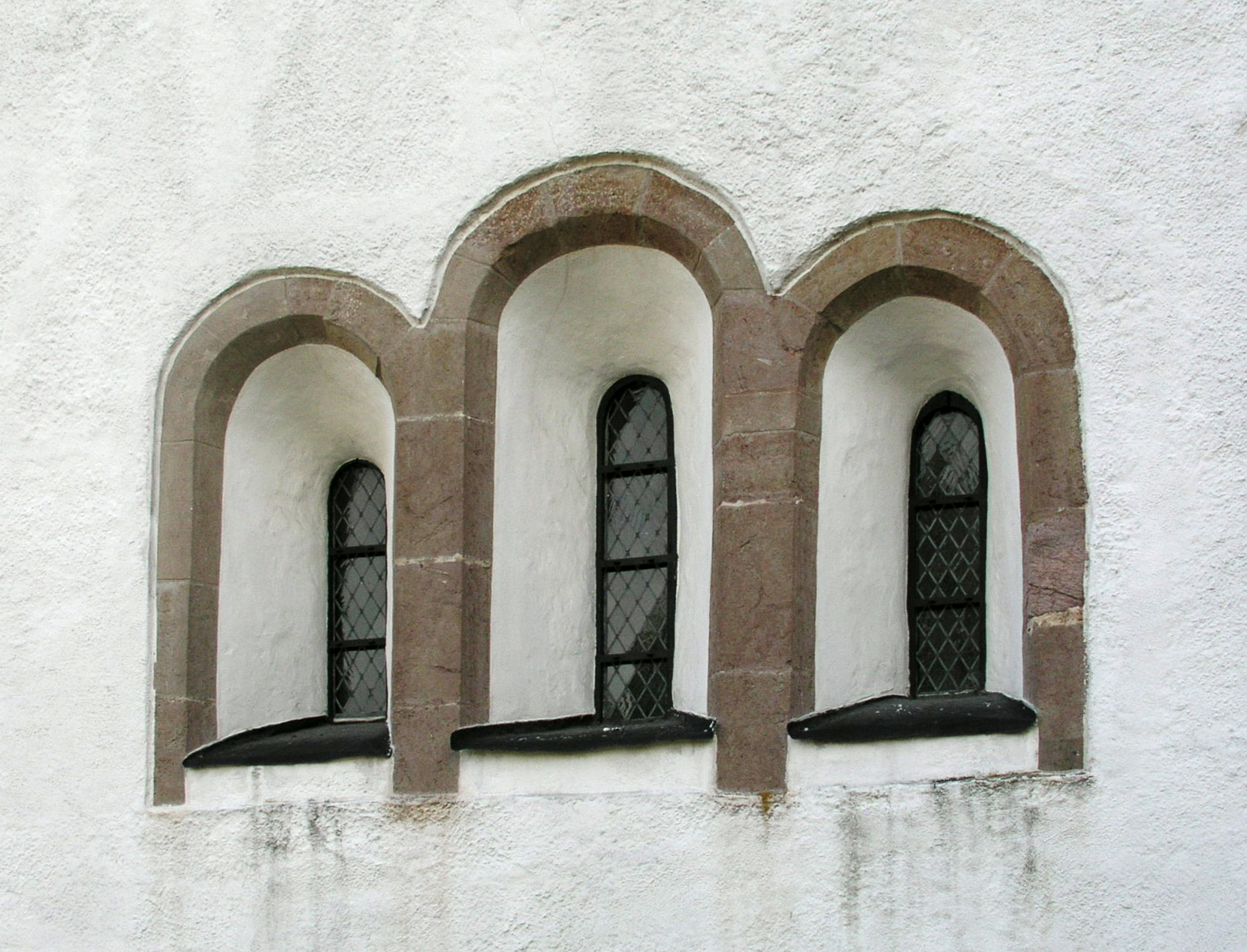
Tre rundbågsfönster med blyinfattade rutor från den gamla kyrkan.
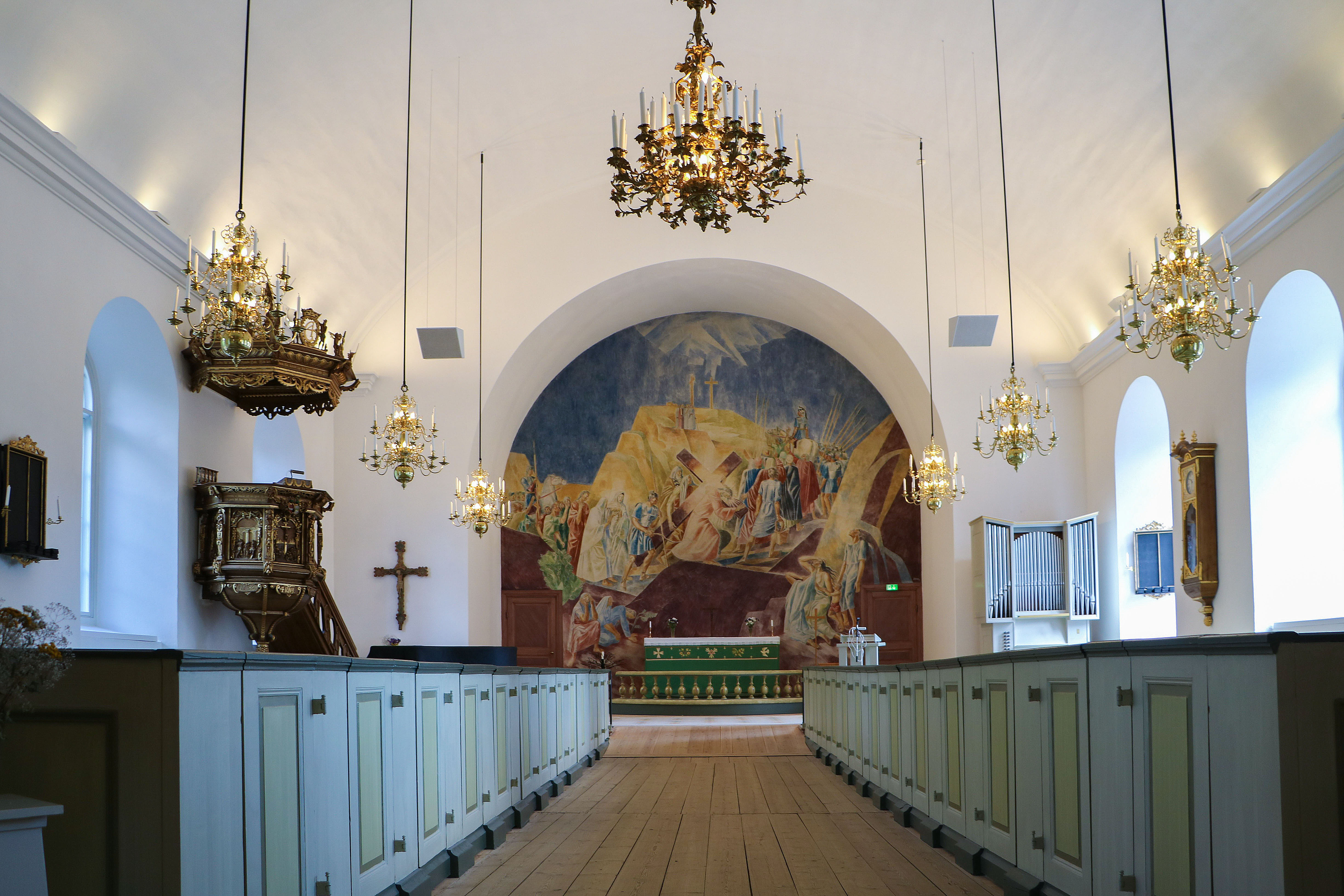
Interiör mot öster.
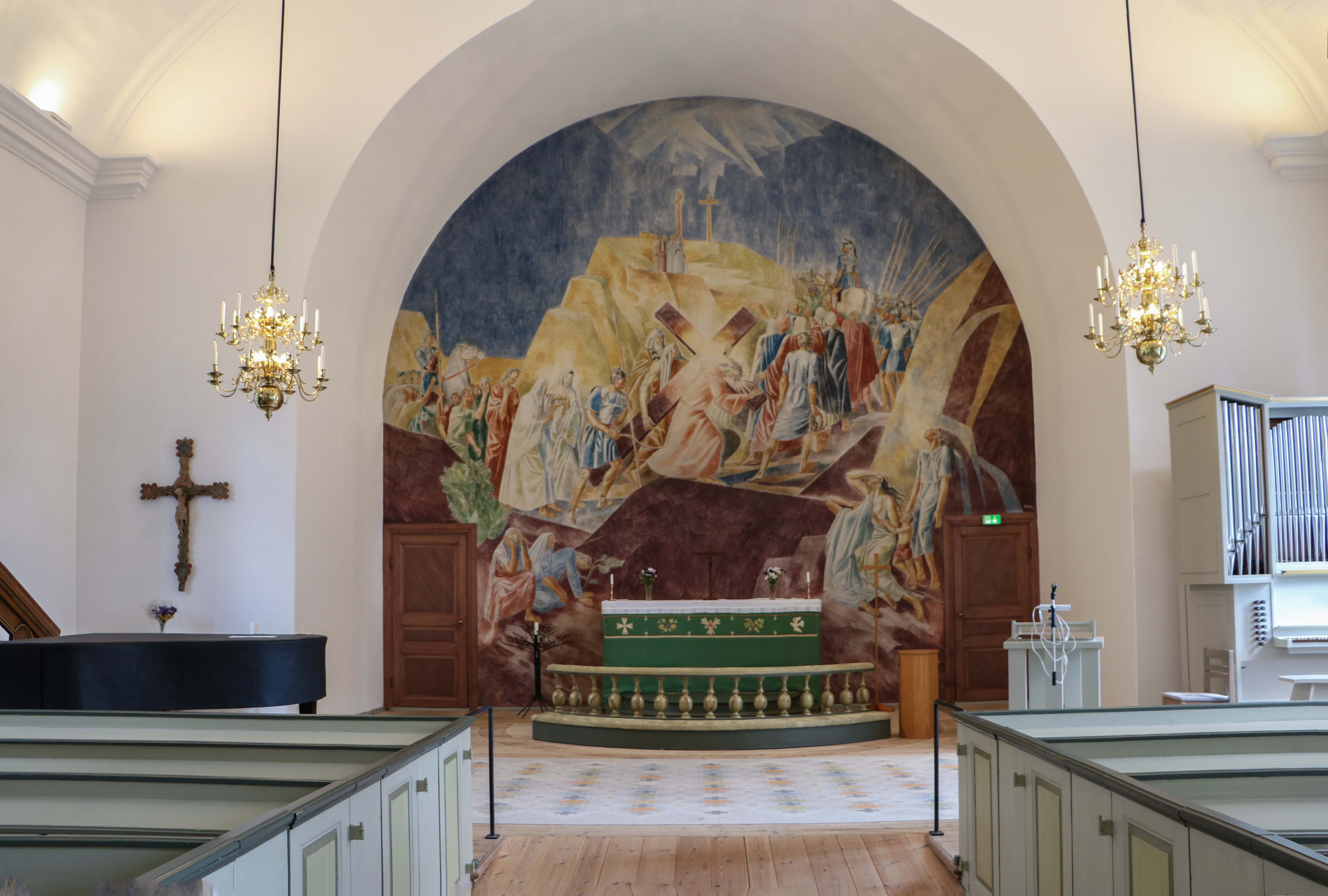
Koret med Gunnar Torhamns muralmålning.
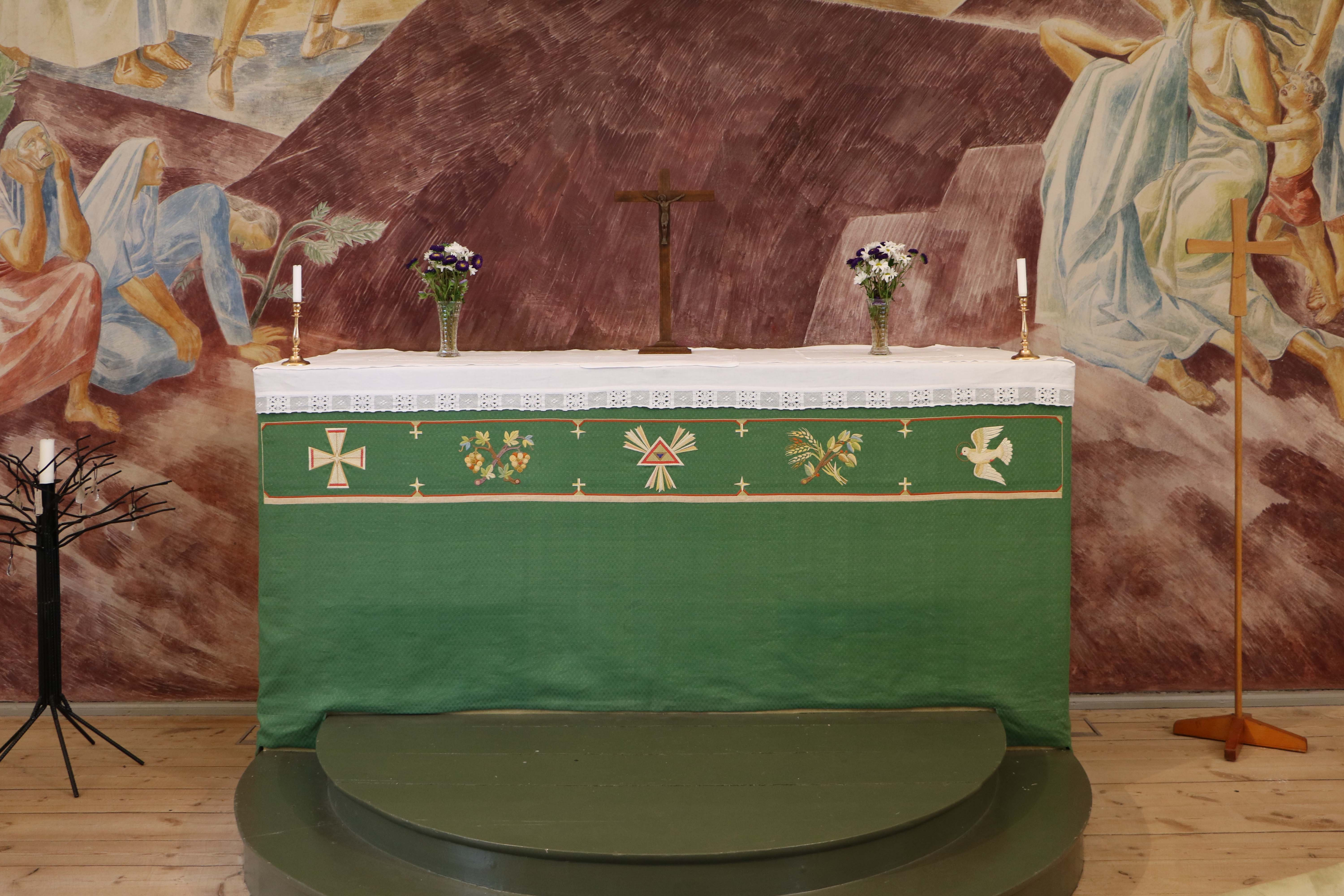
Altaret.
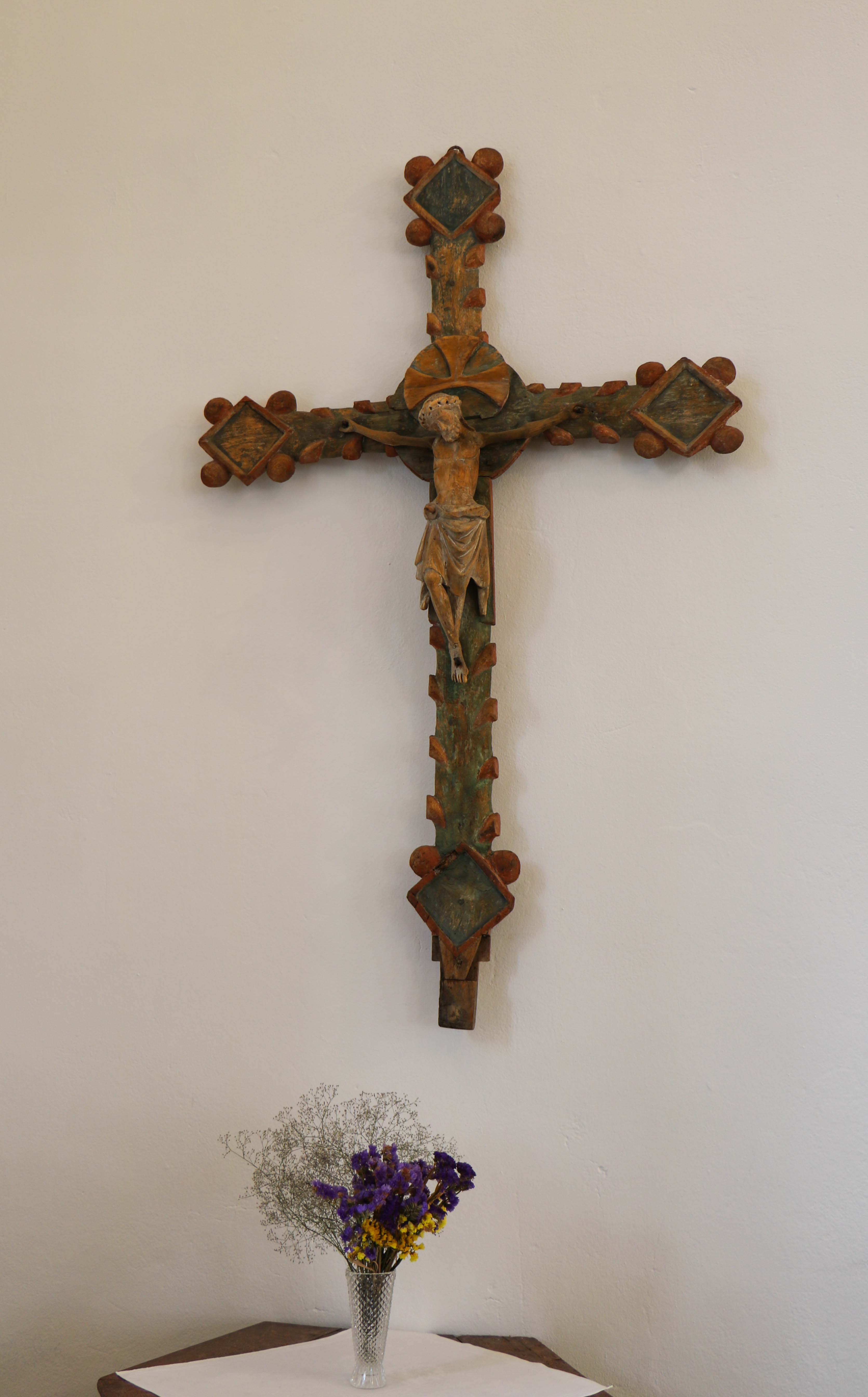
Krucifix från 1300-talet.
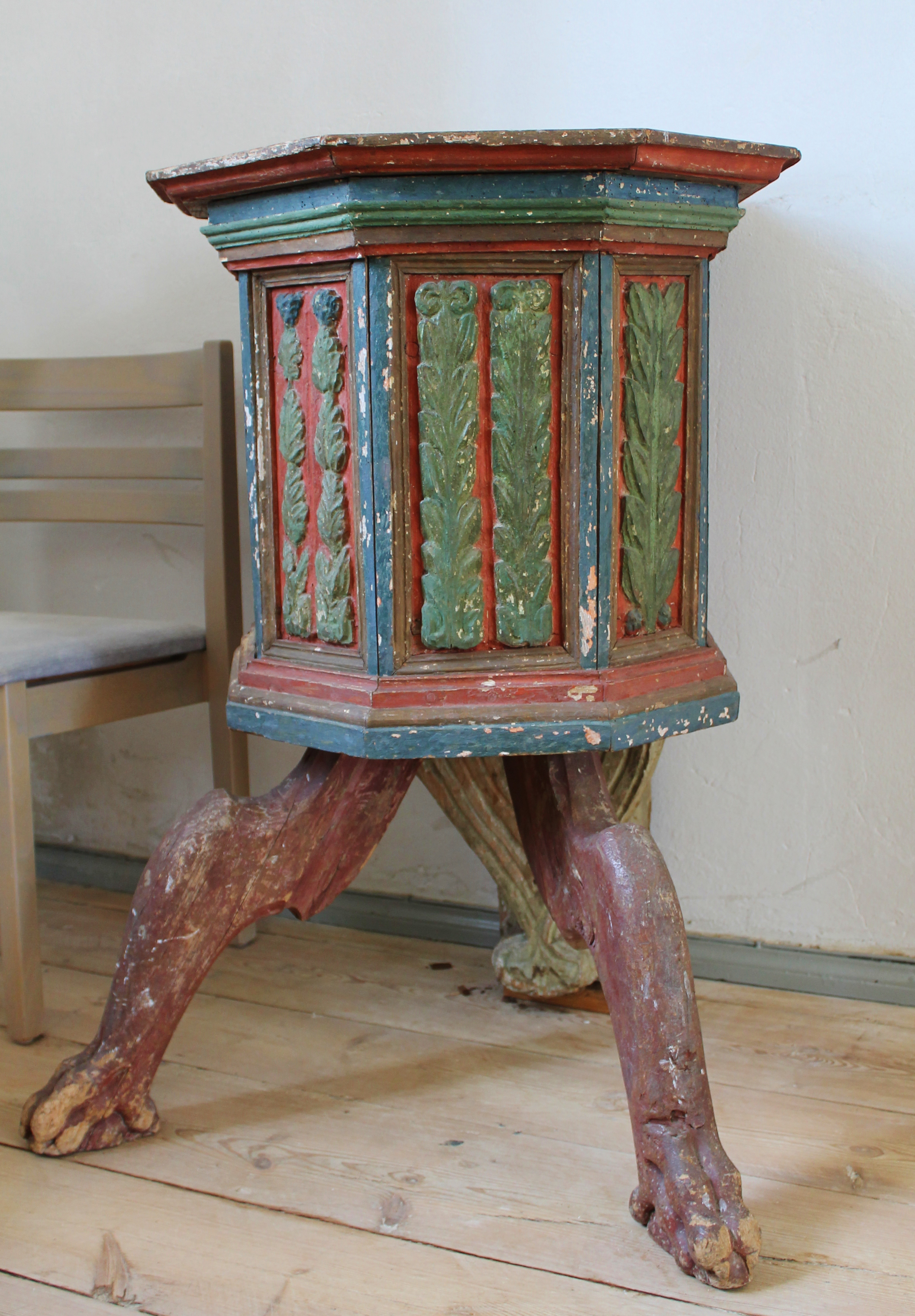
Dopfunt i trä från slutet av 1500-talet.
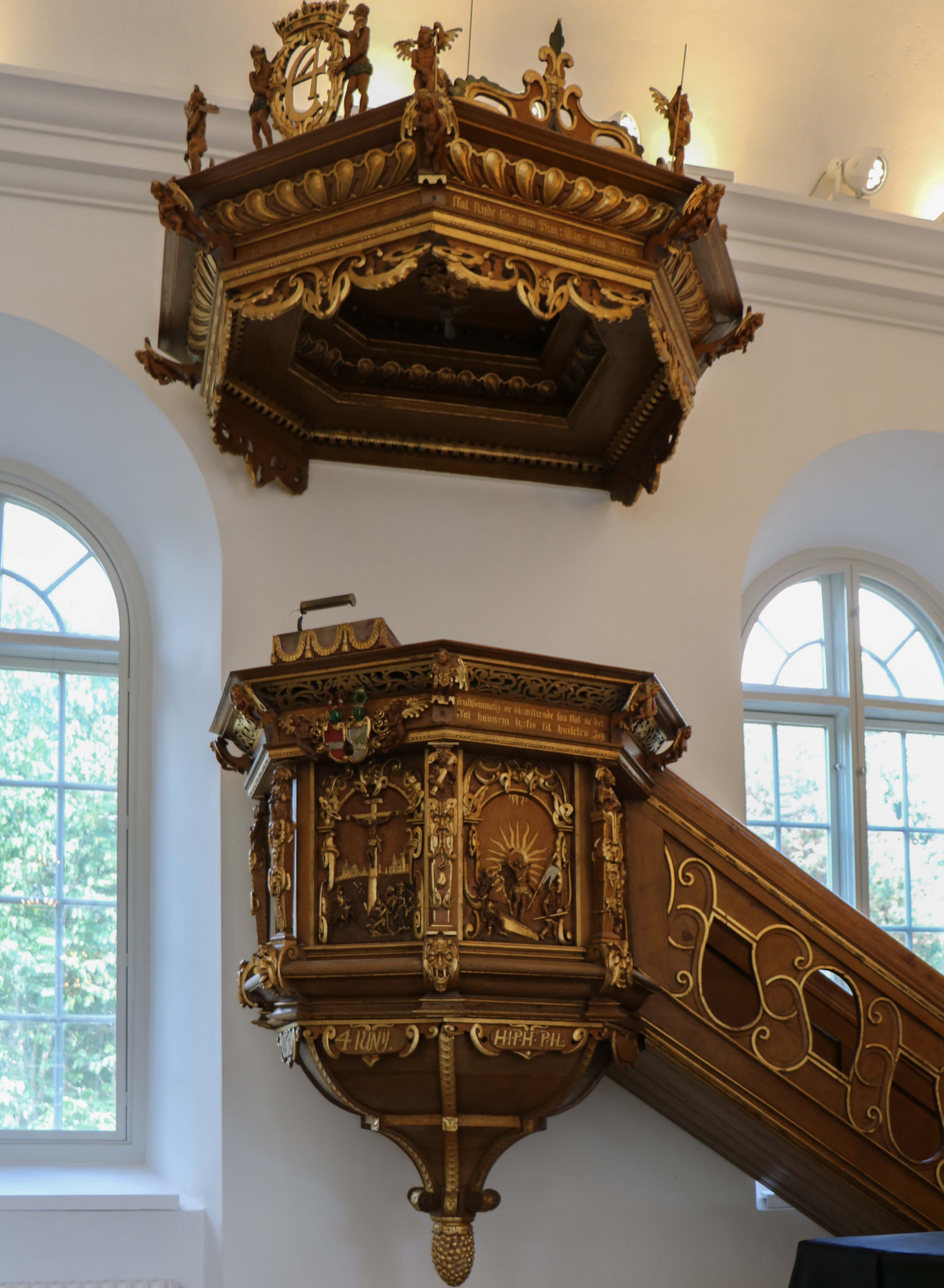
Predikstol med baldakin från 1636.
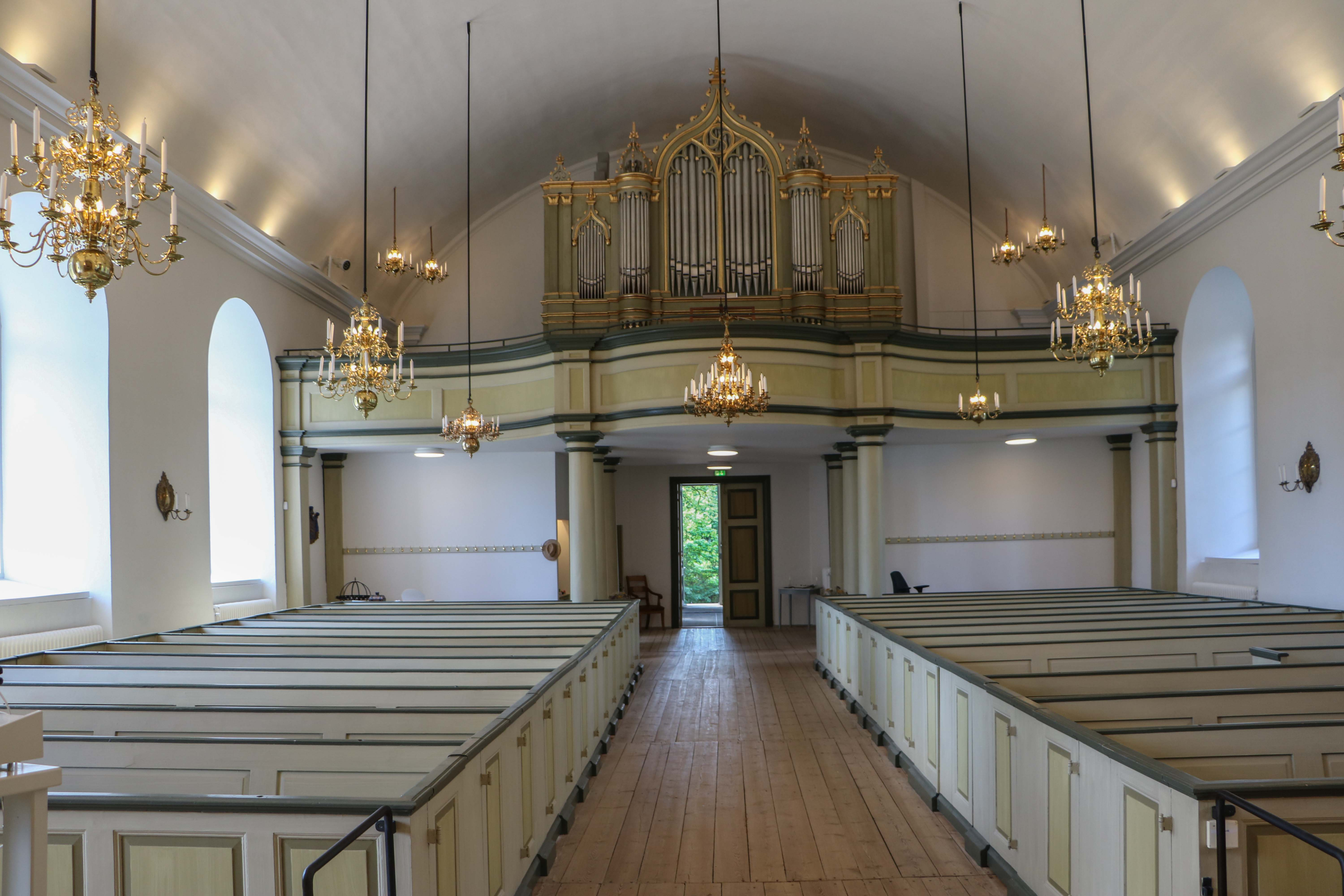
Interiör mot väster.
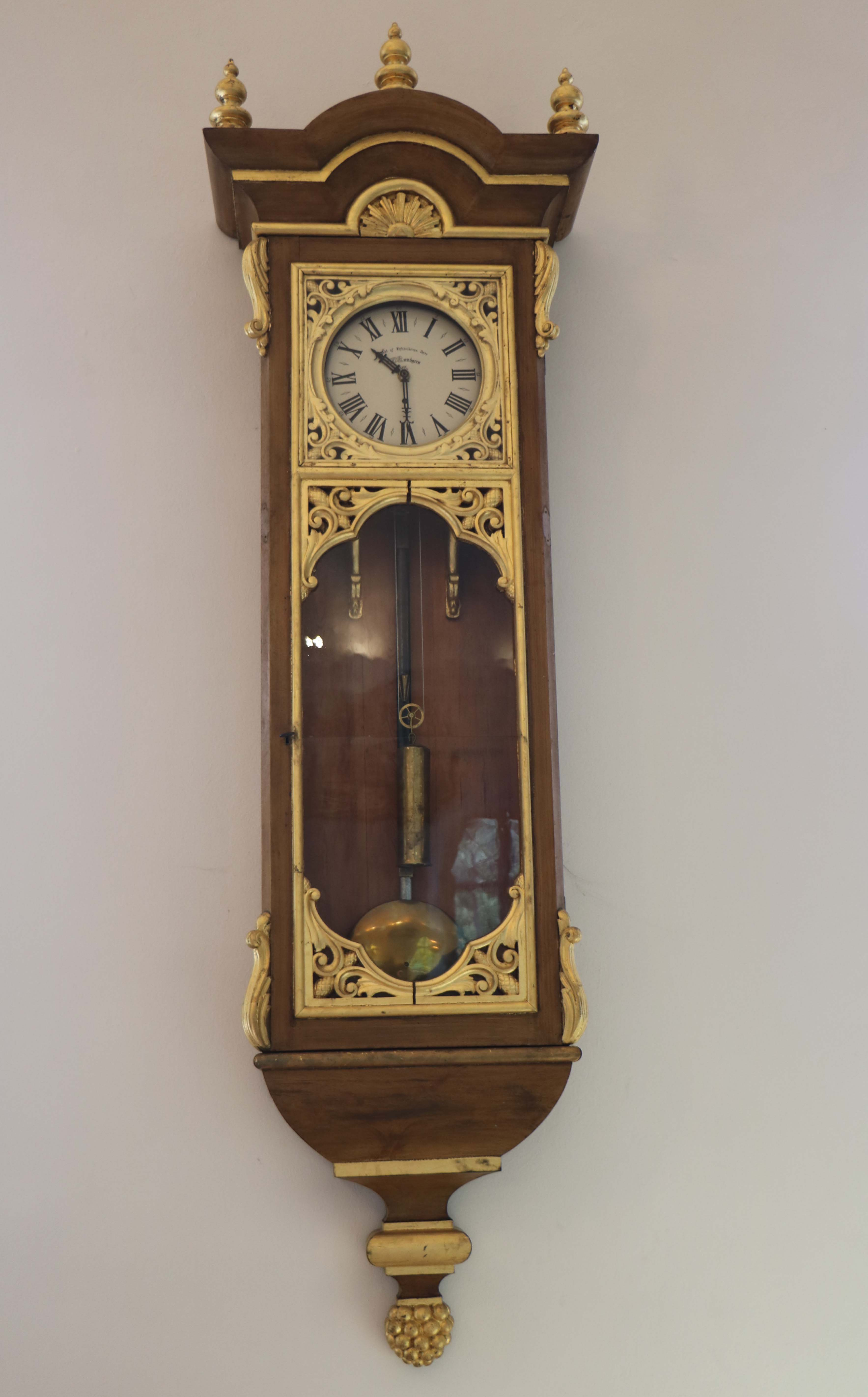
Väggklocka.
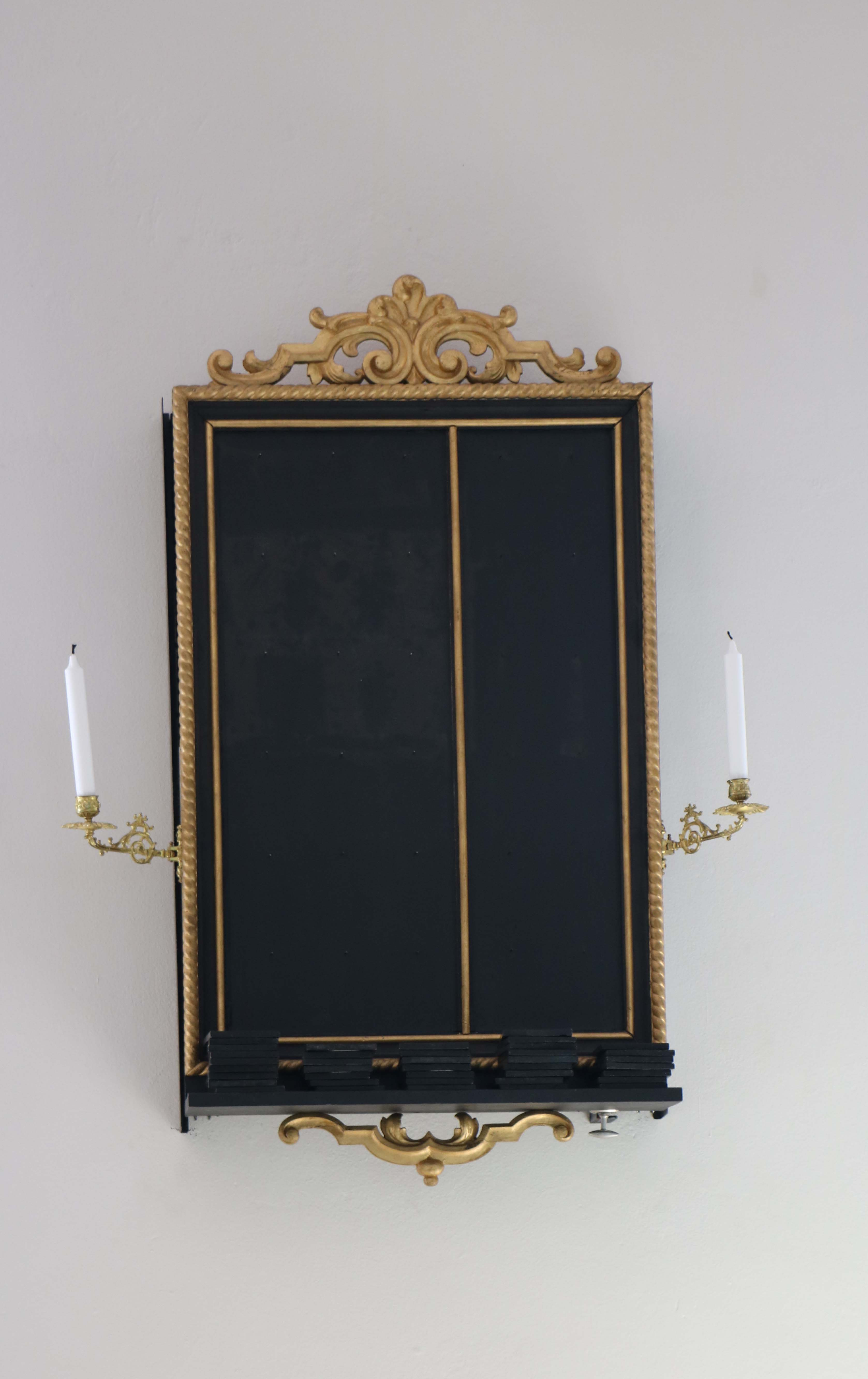
Psalmnummertavla.
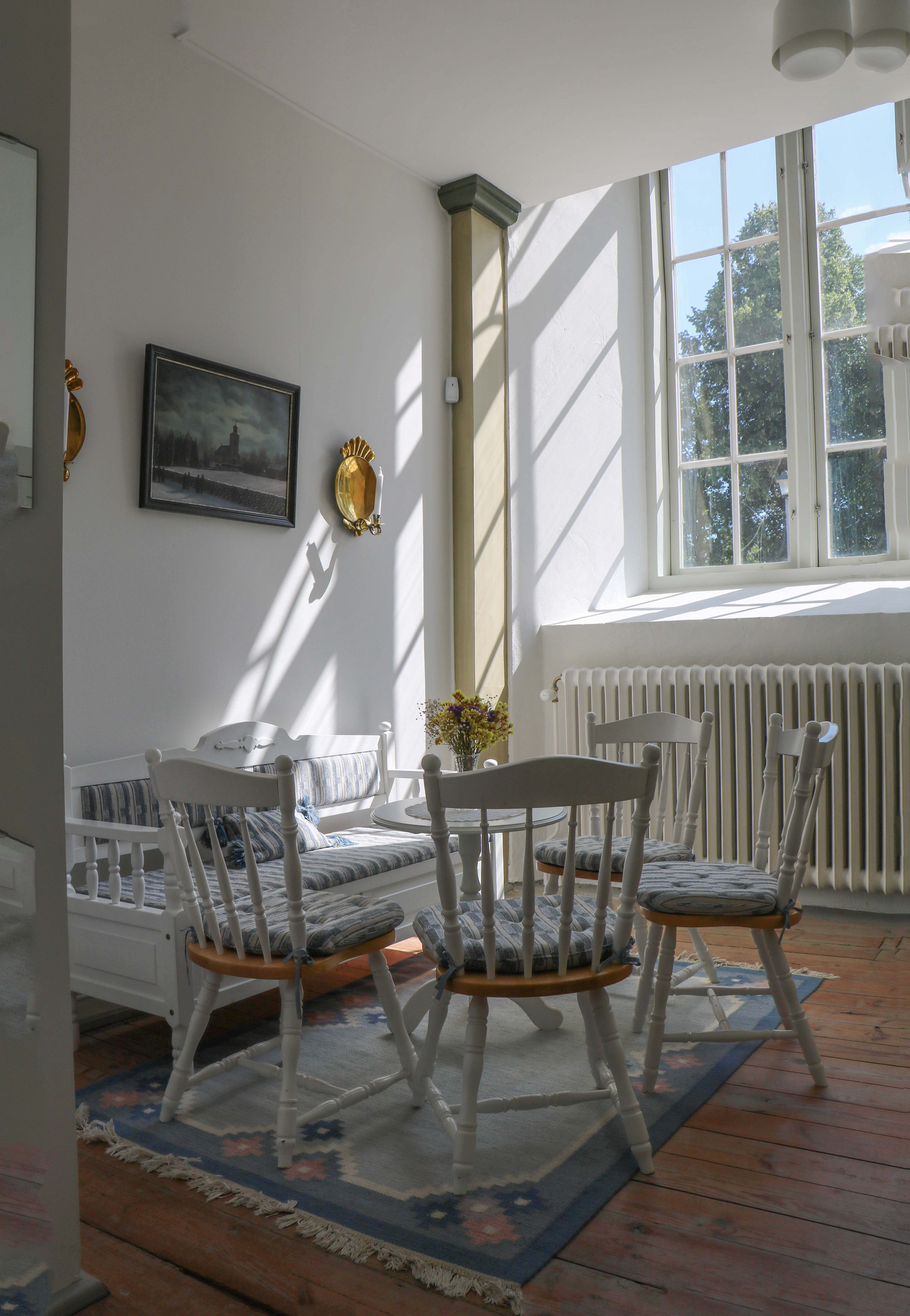
Samtalsrum.

## Orglar[2]

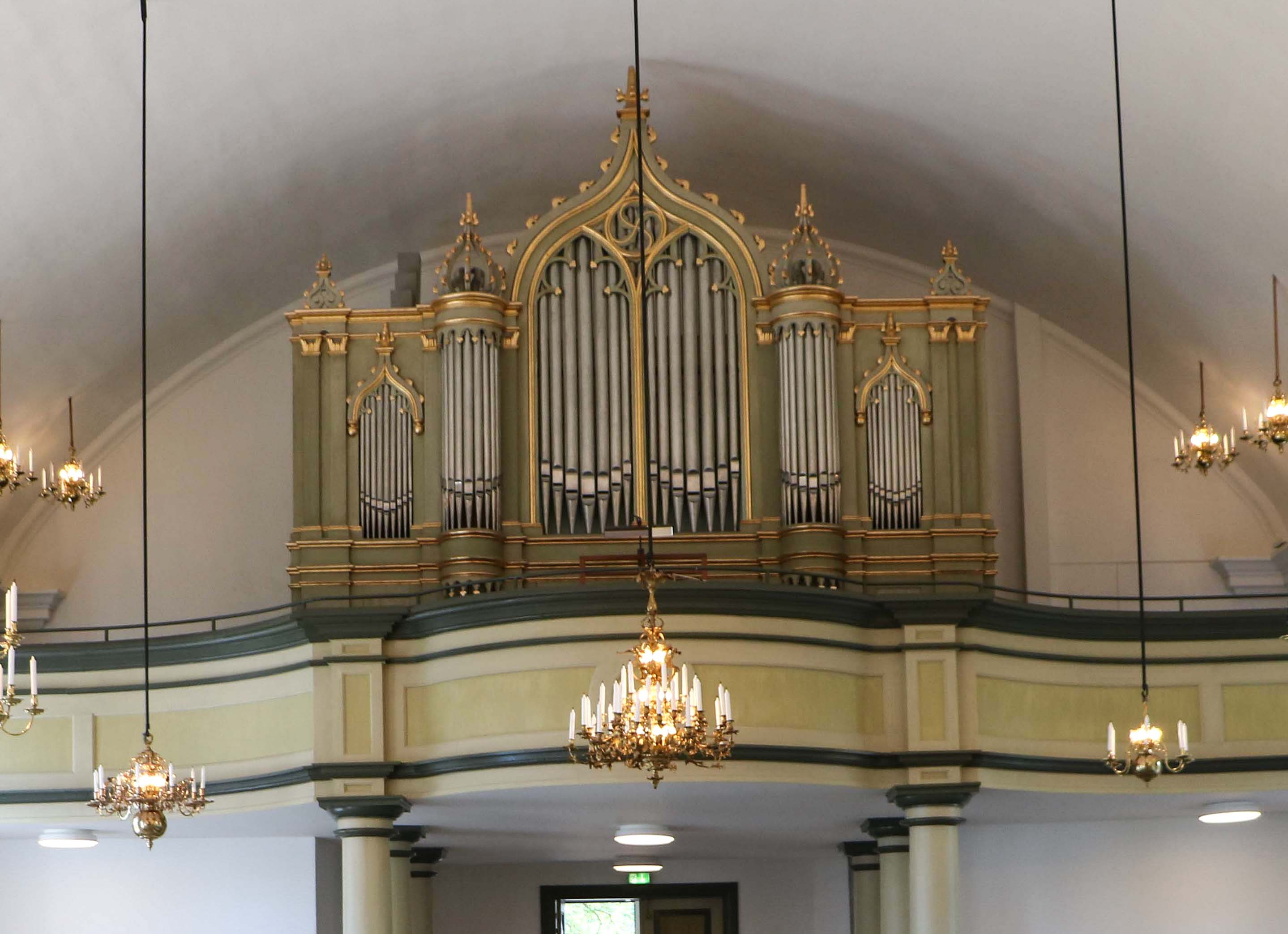
Läktarorgeln.

- Andreas Åbergh, Edestad byggde 1862 den första orgel till Lösens kyrka. Den hade 12 stämmor fördelade på två manualer och pedal. Klaviaturen var placerad vid orgelhusets ena sida. Den omändrades 1909 av Åkerman och Lund i Stockholm.
- Ett fristående spelbord placerat framför orgelhuset byggdes 1912.
- En ny orgel byggdes 1930 eller 1937 av A. Mårtenssons Orgelfabrik, Lund. Denna orgel fick 26 stämmor fördelade på 3 manualer och pedal. Den gamla fasaden bibehölls. Orgeln renoverades 1956 av samma firma.
- A. Mårtenssons Orgelfabrik utförde 1989 en renovering av orgelverket varvid bl.a. ett elektriskt spelbord installerades.

Den nuvarande orgeln har fria kombinationer, svällare för manual II och III samt registersvällare.
Läktarorgelns disposition:
| Huvudverk (I) C-g3 | Öververk (II) C-g3 | Svällverk (III) C-g3      | Pedalverk (P) C-f1   | Koppel    |
| ------------------ | ------------------ | ------------------------- | -------------------- | --------- |
| Borduna 16'        | Gedackt 16' (*)    | Gedackt 8'                | Subbas 16'           | I/P       |
| Principal 8'       | Basetthorn 8'      | Fugara 8'                 | Ekobas 16' (*trans.) | II/P      |
| Flöjtharmonik 8'   | Salicional 8'      | Eolin 8'                  | Oktavbas 8'          | III/P     |
| Borduna 8'         | Labialklarinett 8' | Voix celeste 8' (från c0) | Flöjtbas 8'          | II/I      |
| Oktava 4'          | Flöjt 4'           | Gemshorn 4'               | Koralbas 4'          | III/I     |
| Oktava 2'          | Nasat 2 2⁄3'       | Waldflöjt 2'              | Basun 16'            | III/II    |
| Mixtur 4           | Ters 1 3⁄5'        |                           |                      | II 4'/P   |
|                    | Trumpet 8'         |                           |                      | 4'/I      |
|                    |                    |                           |                      | II 16'/I  |
|                    |                    |                           |                      | II 4'/I   |
|                    |                    |                           |                      | III 4'/I  |
|                    |                    |                           |                      | 4'/II     |
|                    |                    |                           |                      | III 4'/II |

- En kororgel byggd av Johannes Künkels orgelfirma, Lund, invigdes 1979. Orgeln har 8 stämmor fördelade på manual och pedal.

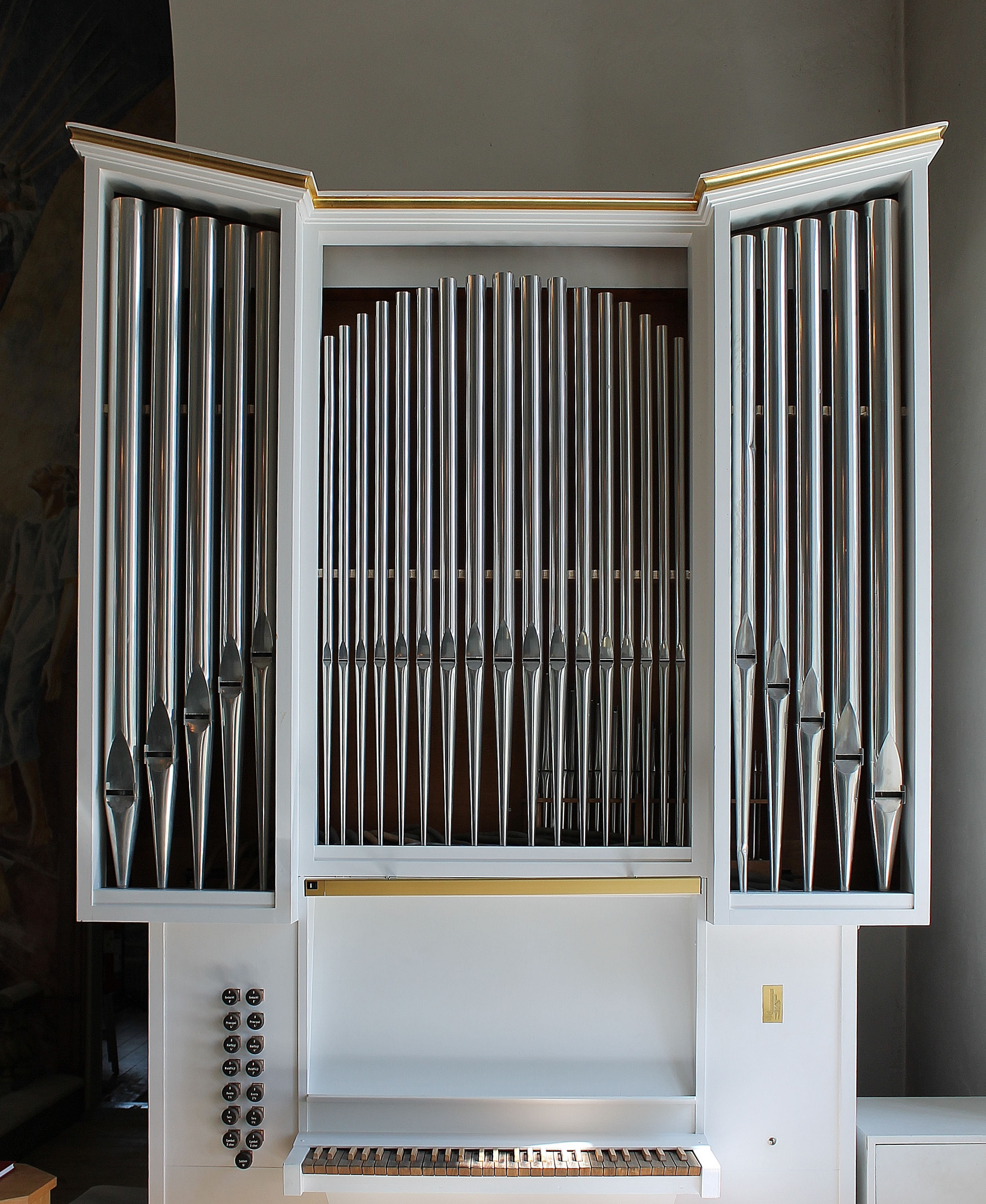
Kororgeln.

| Manual (I) C-g3   | Pedal (P) C-f1 | Koppel |
| ----------------- | -------------- | ------ |
| Gedackt 8' B/D    | Subbas 16'     | I/P    |
| Principal 4' B/D  |                |        |
| Rörflöjt 4' B/D   |                |        |
| Waldflöjt 2' B/D  |                |        |
| Kvinta 1 2⁄3' B/D |                |        |
| Ters 1 3⁄5' B/D   |                |        |
| Cymbel 2 chor B/D |                |        |